# Schulcampus Fritz Reuter
Der Schulcampus Fritz Reuter ist ein Schulkomplex der Stadt Zarrentin am Schaalsee (Mecklenburg-Vorpommern). Er besteht aus der Regionalen Schule „Fritz Reuter“ (die ehemalige Fritz-Reuter-Schule Zarrentin), der Grundschule Zarrentin mit Hort, einer Schulmensa, einer Zweifeldsporthalle und einem Sportplatz. Der Schulkomplex trägt den Namen des Dichters und Schriftstellers der niederdeutschen Sprache Fritz Reuter (1810–1874). Reuter gilt als entschiedener Vertreter einer Demokratisierung in Deutschland.

## Bau und Planung
Der Komplex wurde auf einem 7 ha großen Areal nach Plänen der Architekten ppp (Hamburg) an der Straße nach Testorf erstellt. Er fasste die ehemals auf unterschiedliche Gebäude verteilten Standorte der beiden kommunalen Schulen zusammen. Die Gesamtkosten des Baus betrugen rund 42 Mio. Euro, die vom Bundesland Mecklenburg-Vorpommern, dem Bund, der EU und aus verschiedenen Fördertöpfen finanziert wurden. 15,5 Mio. Euro war die Höhe des Eigenanteils der Stadt Zarrentin. Am 17. August 2020 fand der symbolische Spatenstich unter Teilnahme der Schulleiterin Heide Hollstein, dem Landwirtschaftsminister Till Backhaus und dem Bürgermeister der Stadt Zarrentin, Klaus Draeger, statt. Die Bauarbeiten begannen im Spätsommer 2020 und wurden im Sommer des Jahres 2023 soweit abgeschlossen, dass am 1. September 2023 die Schlüssel feierlich übergeben werden könnten. Damit begann der Schulbetrieb zum Schuljahr 2023/24.

## Schulbetrieb
Im Schulkomplex werden rund 550 (Stand 2023/2024) Schülerinnen und Schüler unterrichtet. Die Unterrichtsräume  der Regionalschule sind voll digitalisiert, nur noch im Grundschulzweig gibt es Kreidetafeln.
Die Schulen am Schulcampus Fritz Reuter sind Biosphärenschulen und damit eng mit dem Biosphärenreservat Schaalsee verbunden. Ein Teil des Unterrichts findet im Gebäude des Pahlhuus, dem in unmittelbarer Nähe zum Schaalsee gelegenen Informationszentrum des Biosphärenreservates Schaalsee und Sitz des Biosphärenreservatsamtes Schaalsee-Elbe, statt.